# Église de Sotkamo
L'église de Sotkamo (en finnois : Sotkamon kirkko) est une église luthérienne située à Sotkamo en Finlande,.

## Présentation
L'église est construite entre 1860 et 1870. 
La construction a lieu pendant les années de famine, pendant lesquelles un quart de la population de Sotkamo, dont le prêtre, meurt de faim.
L'église est inaugurée en août 1870. 
Le retable représentant la résurrection de Jésus est peint en 1877 par Severin Falkman.
L'orgue à 21-jeux est fabriqué en 1928 par la fabrique d'orgues de Sotkamo.